# Oldenlandia rupicola
Oldenlandia rupicola är en måreväxtart som först beskrevs av Otto Wilhelm Sonder, och fick sitt nu gällande namn av Carl Ernst Otto Kuntze. Oldenlandia rupicola ingår i släktet Oldenlandia och familjen måreväxter. Inga underarter finns listade i Catalogue of Life.